# Agrypon signatum
Agrypon signatum är en stekelart som beskrevs av Gyöö Viktor Szépligeti 1908. Agrypon signatum ingår i släktet Agrypon och familjen brokparasitsteklar. Inga underarter finns listade i Catalogue of Life.